# Síntese de Gabriel
A síntese de Gabriel é, tradicionalmente, uma reação química que transforma haletos de alquila primários em aminas primárias usando ftalimida de potássio. É nomeada em homenagem ao químico alemão Siegmund Gabriel.